# Dworiszcze (rejon rudniański)
Dworiszcze (ros. Дворище) – wieś (ros. деревня, trb. dieriewnia) w zachodniej Rosji, w osiedlu wiejskim Czistikowskoje rejonu rudniańskiego w obwodzie smoleńskim.

## Geografia
Miejscowość położona jest nad Gotynką, przy drodze federalnej R120 (Orzeł – Briańsk – Smoleńsk – granica z Białorusią), 2 km od najbliższego przystanku kolejowego (450 km), 3,5 km od centrum administracyjnego osiedla wiejskiego (Czistik), 7 km od centrum administracyjnego rejonu (Rudnia), 58 km od Smoleńska.
W granicach miejscowości znajdują się ulice: Centralnaja, Dacznaja, Jużnaja, Ługowaja, Kołchoznaja.

## Demografia
W 2010 r. miejscowość zamieszkiwały 24 osoby.

## Historia
W czasie II wojny światowej od lipca 1941 roku wieś była okupowana przez hitlerowców. Wyzwolenie nastąpiło w październiku 1943 roku.